# آهنگرها (فیلم ۱۸۹۵)
آهنگرها (به فرانسوی: Les Forgerons) عنوان فیلمی است فرانسوی مستند، صامت، سیاه و سفید و کوتاه به کارگردانی لوئیس لومیر. این فیلم محصول سال ۱۸۹۵ میلادی است.